# Martin Krause (pianista)
Martin Krause (Lobstädt, Saxónia, 17 de junho de 1853-Plattling, Baviera, 2 de agosto de 1918) foi um concertista de piano, compositor e pedagogo alemão.

## Biografia
Era o filho mais novo do organista e concertino Johann Carl Friedrich Krause. Fez estudos para o magistério en Borna; em 1875 matriculou-se no Conservatório Real de Música de [Leipzig]], onde estudou com Carl Reinecke e completou os seus estudos sendo aluno de Franz Liszt entre 1883 e 1886. Como Liszt tinha estudado com Carl Czerny, e este, por sua vez, com Beethoven, a estirpe pianística de Krause é ilustre: Beethoven, Czerny, Liszt, Krause. Estabeleceu-se em Leipzig como professor e compositor de piano, e nessa cidade fundou o Franz-Liszt-Verein.
Ensinou no Conservatório de Dresden e, posteriormente, a partir de 1901, foi professor na Real Academia de Música de Munique. Em 1904 mudou-se para Berlim como professor do Städtisches Konservatorium für Musik (mais conhecido como Stern'sches Konservatorium, Conservatório Stern). Faleceu aos 65 anos, durante umas férias.
Entre os seus alunos destacam-se o pianista suíço Edwin Fischer, os pianistas chilenos Rosita Renard e Claudio Arrau, e o compositor mexicano Manuel M. Ponce.

## Obras
- Calendário Wagner de 1908, por ocasião do 25.º aniversario da morte de Richard Wagner, ed. por Martin Krause, Berlim: Virgil, 1908.

## Alunos
- Manuel M. Ponce (1882-1948)
- Edwin Fischer (1886-1960)
- Rosita Renard (1894-1949)
- Grete von Zieritz (1899-2001)
- Claudio Arrau (1903-1991); sobre Arrau, Krause disse «esta criança há de ser a minha obra prima».[1][2]
- Armando Moraga Molina